# Reinhold Carl

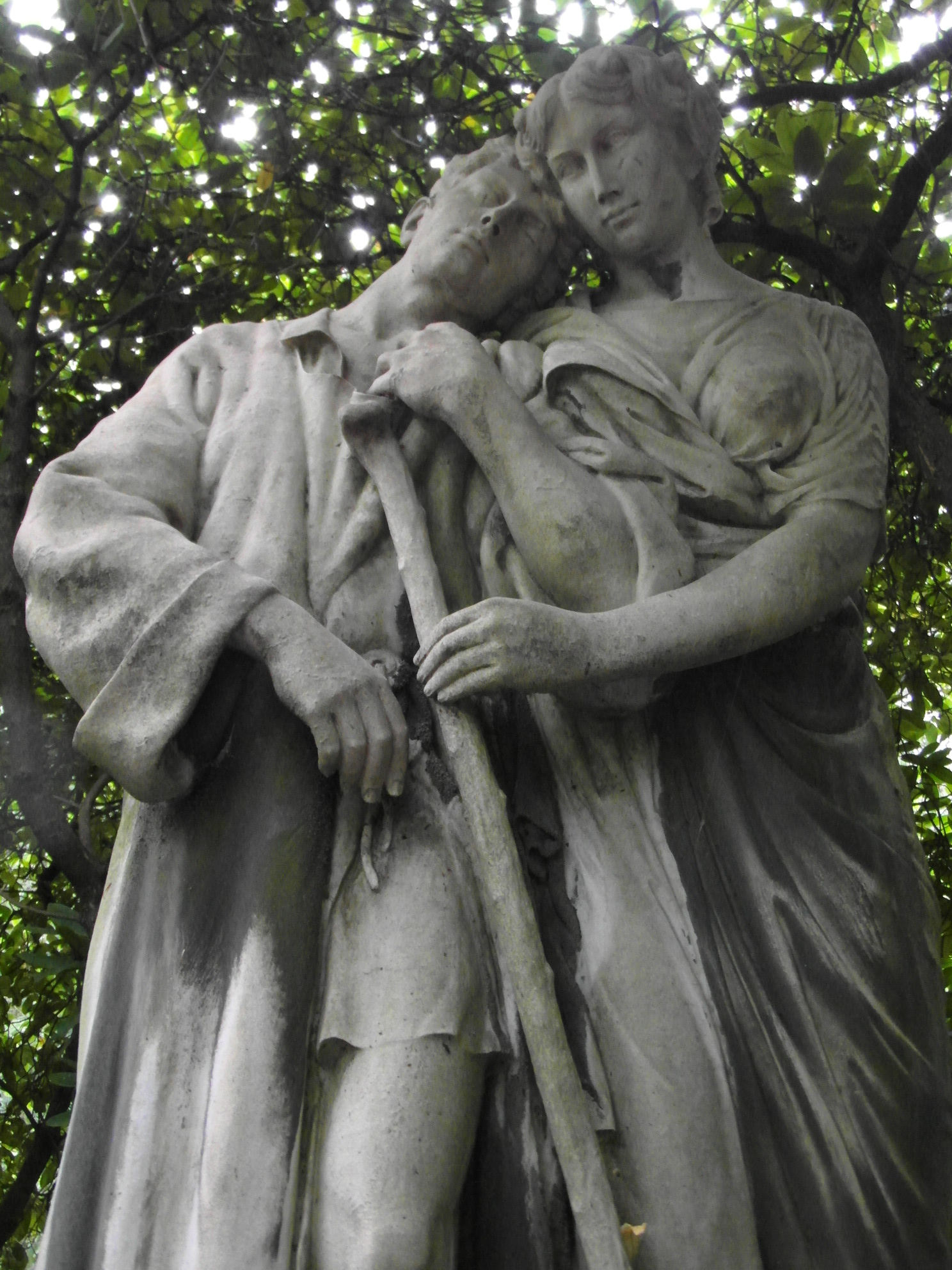
Detail der Figurengruppe am Grabmal Richard Poetzsch, Marmor, Südfriedhof Leipzig

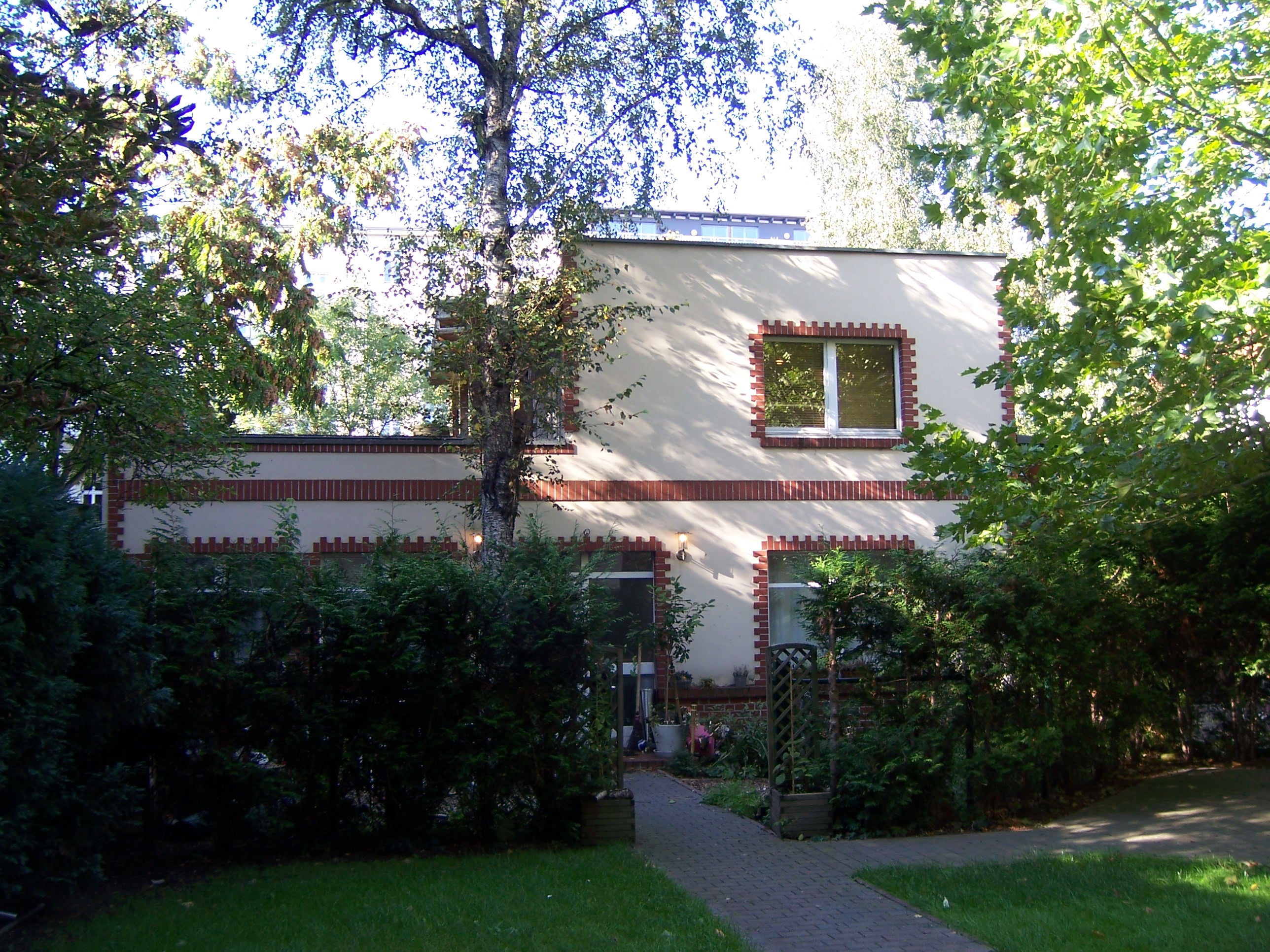
Ehemaliges Atelier von Reinhold Carl

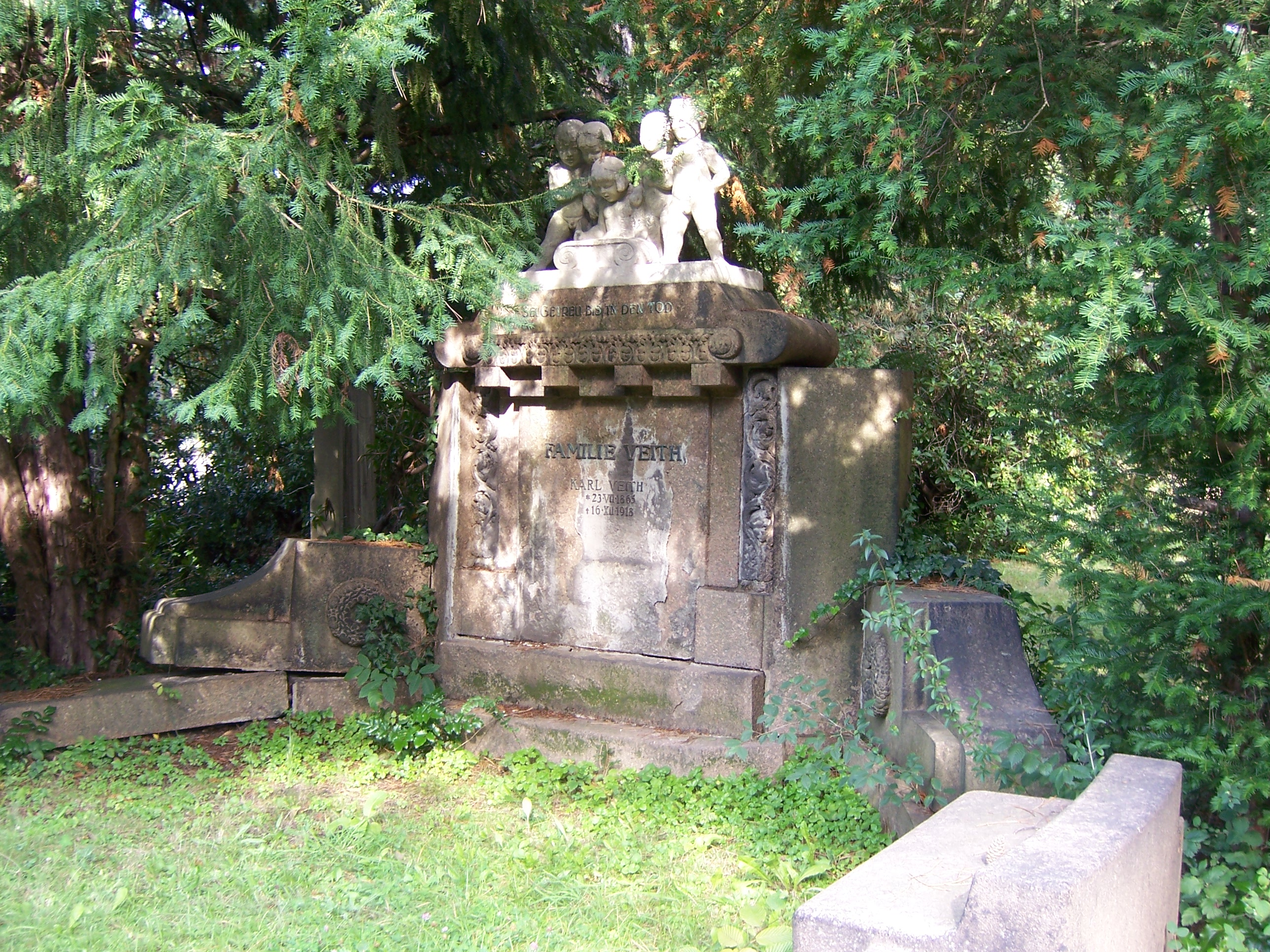
Ruhestätte von Reinhold Carl nach der Umbettung 1955, Südfriedhof Leipzig

Ludwig Emil Reinhold Carl (* 22. November 1864 in Lucka; † 6. September 1929 in Leipzig) war ein deutscher Bildhauer, Maler und Grafiker.

## Leben
Reinhold Carl war der Sohn des Luckaer Schuhmachers Ferdinand Ludwig Carl und seiner ihm 1866 angetrauten Gattin Johanne Christiane Hönig. Mit 15 Jahren begann er eine Ausbildung zum Buchhändler in Leipzig. Von 1880 bis 1900 arbeitete Reinhold Carl in seinem erlernten Beruf. 1888 heiratete er Anna Laura Thieme (1866–1924). Der Ehe entstammten zwei Töchter und ein Sohn.
Im Alter von 40 Jahren wandte sich Reinhold Carl dem Künstlerberuf zu. Unterstützt durch ein Privatstipendium, studierte er im Jahr 1900 Malerei in Rom. Ab 1904 war er mit ersten Arbeiten in Ausstellungen des Leipziger Kunstvereins vertreten. Von 1904 bis 1905 lebte er wiederum in Rom, dort arbeitete er im Atelier von Artur Volkmann. 1906 kehrte Reinhold Carl nach Leipzig zurück und war fortan freischaffend tätig. Der mit zahlreichen öffentlichen und privaten Aufträgen bedachte Künstler starb in Leipzig. Seine Asche wurde auf dem Südfriedhof beigesetzt.

## Kunstschaffen
Beeinflusst von der italienischen Frührenaissance und dem Barock schuf er zunächst im neoklassizistischen Stil Reliefs, Kleinplastiken, Porträtbüsten und Grabmäler. Damit stand Reinhold Carl in der Tradition seiner Vorbilder Adolf von Hildebrand und Artur Volkmann. Später entwickelte er naturalistische Tendenzen und war beispielsweise mit Vitrinenarbeiten an der Ausstattung  des Leipziger Künstlerhauses beteiligt. Sein bekanntestes Werk ist der Wettinbrunnen, der zum Wahrzeichen seiner Vaterstadt Lucka wurde. 1911 war er mit drei plastischen Arbeiten auf der Leipziger Jahresausstellung vertreten. Beim Bau des Neuen Rathauses und der Deutschen Bücherei in Leipzig wurde er ebenfalls mit repräsentativen Aufträgen bedacht. Zu seinem Œuvre zählen auch Gemälde, Zeichnungen, Votivtafeln und Radierungen. Seine Kunst zeugt von hoher künstlerischer Ausdruckskraft und Qualität.

## Mitgliedschaften
- Mitglied der Leipziger Secession
- Mitglied des Deutschen Künstlerbundes[3]
- Mitglied des Leipziger Künstler- und Gelehrtenbundes Die Leoniden
- Professur an der Hochschule für Grafik und Buchkunst Leipzig
- 1924 Mitbegründer der Freimaurerloge Wahrhaftigkeit

## Auszeichnungen
- 1908 Goldene Medaille für Kunst und Wissenschaft
- Königlich Sächsischer Albrechtsorden

## Werke (Auswahl)

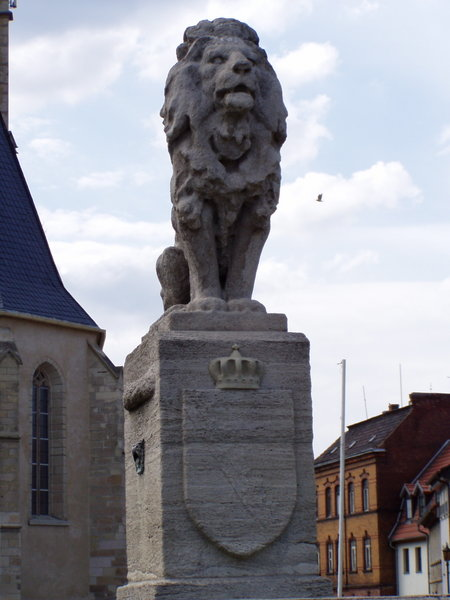
Wettinbrunnen in Lucka
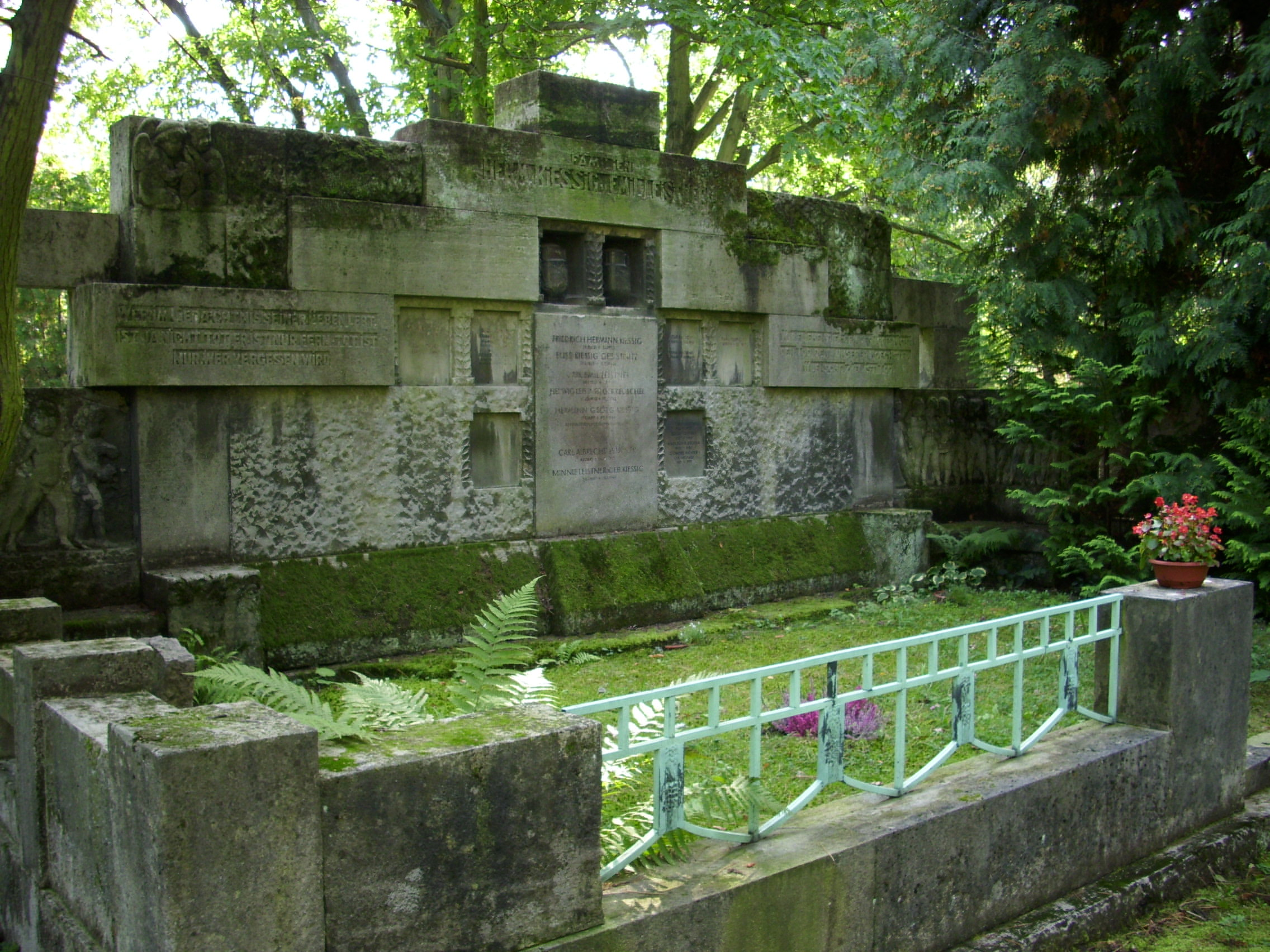
Grabstätte Kiessig-Leistner
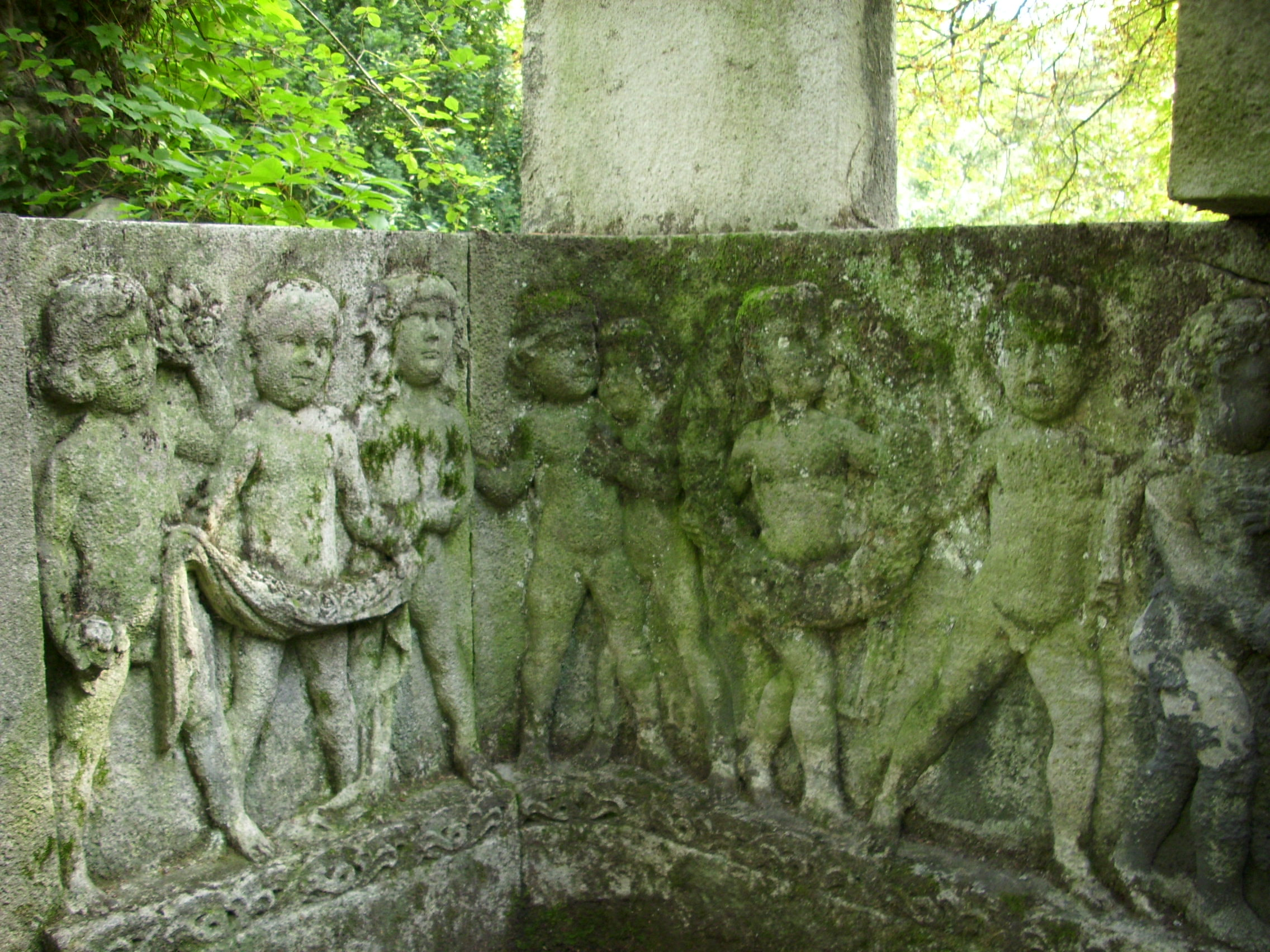
Puttenfries, Detail der Grabstätte Kiessig-Leistner
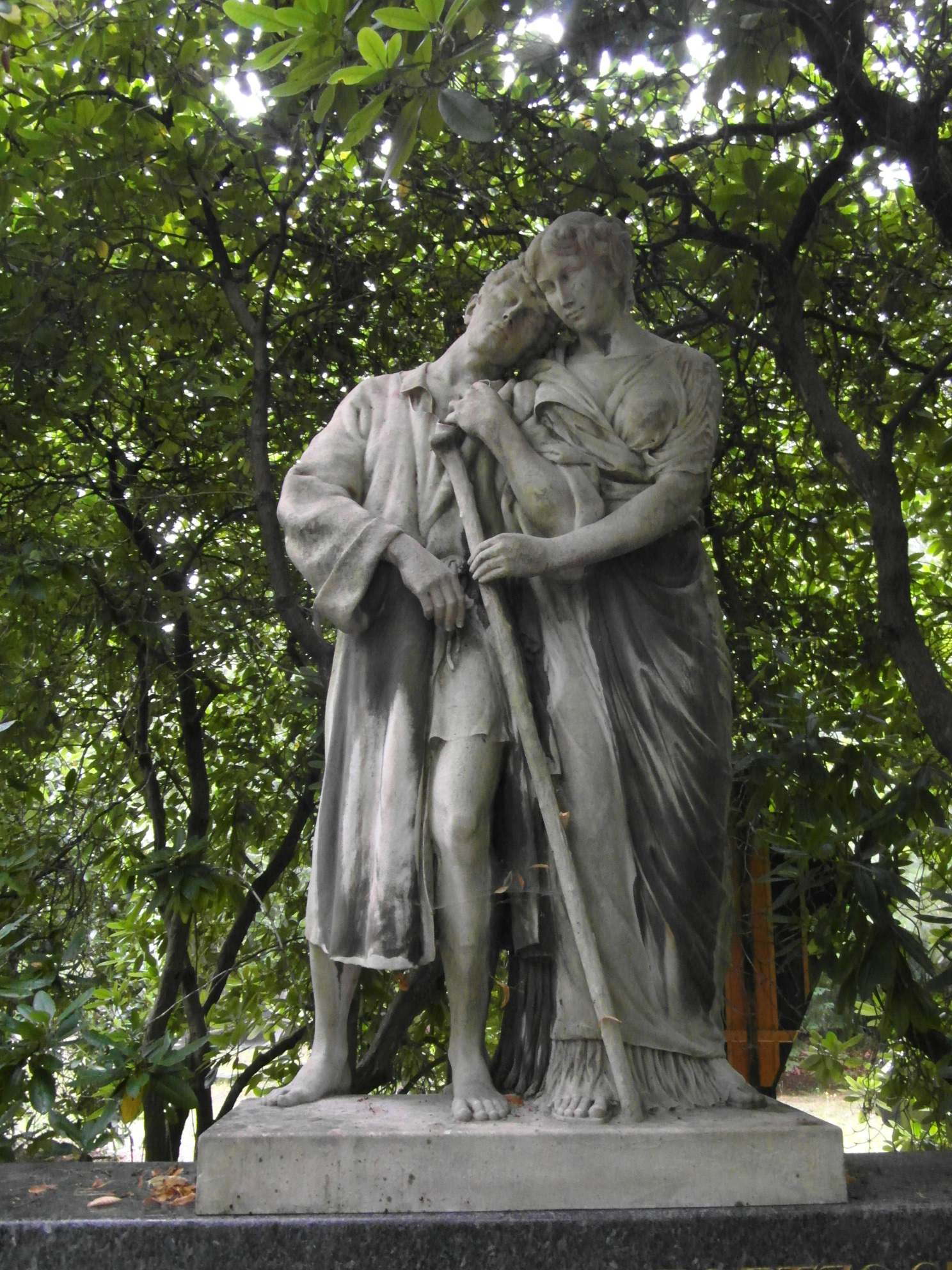
Figurengruppe am Grabmal Richard Poetzsch
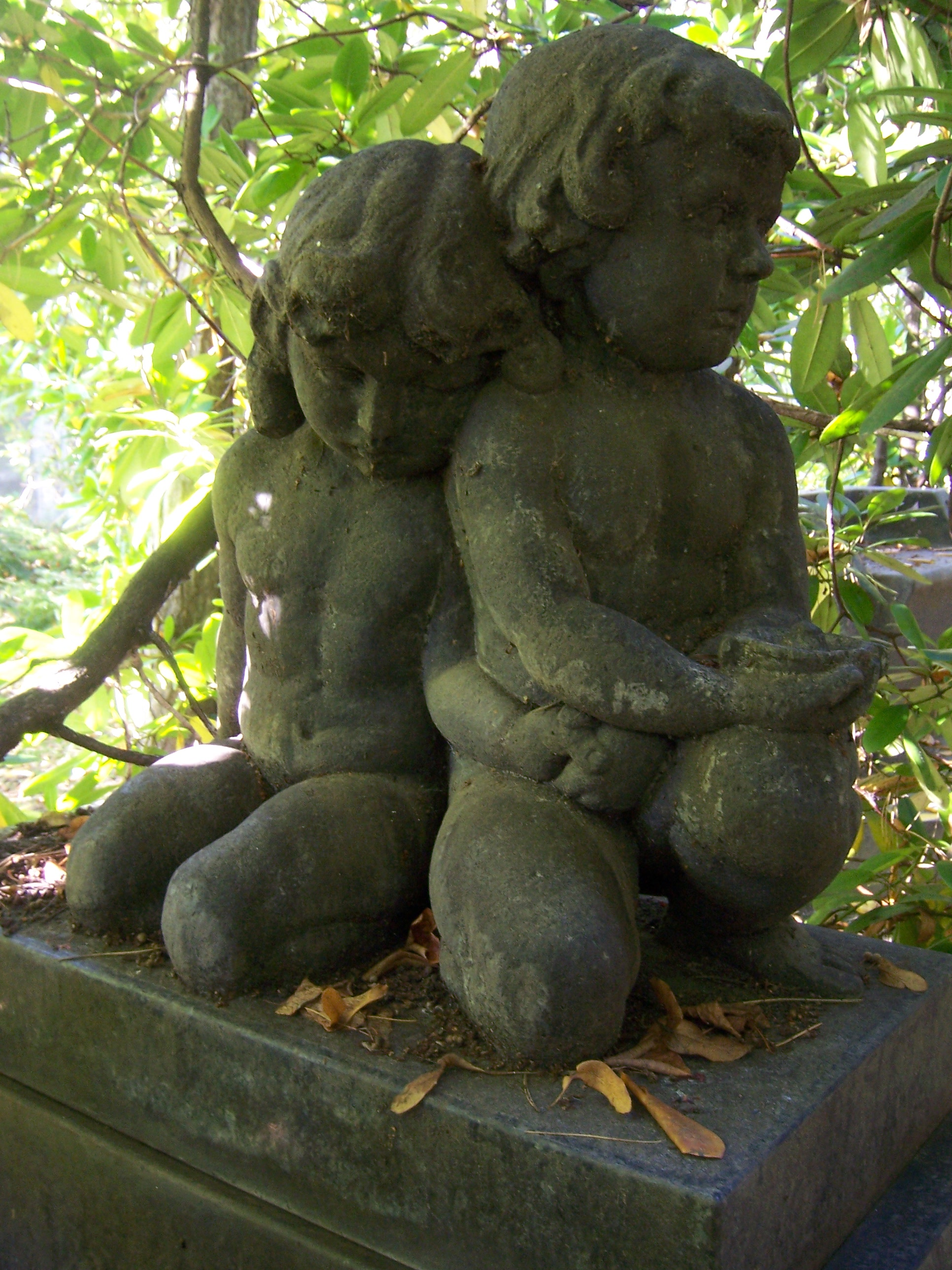
Putten am Grabmal Richard Poetzsch (links)
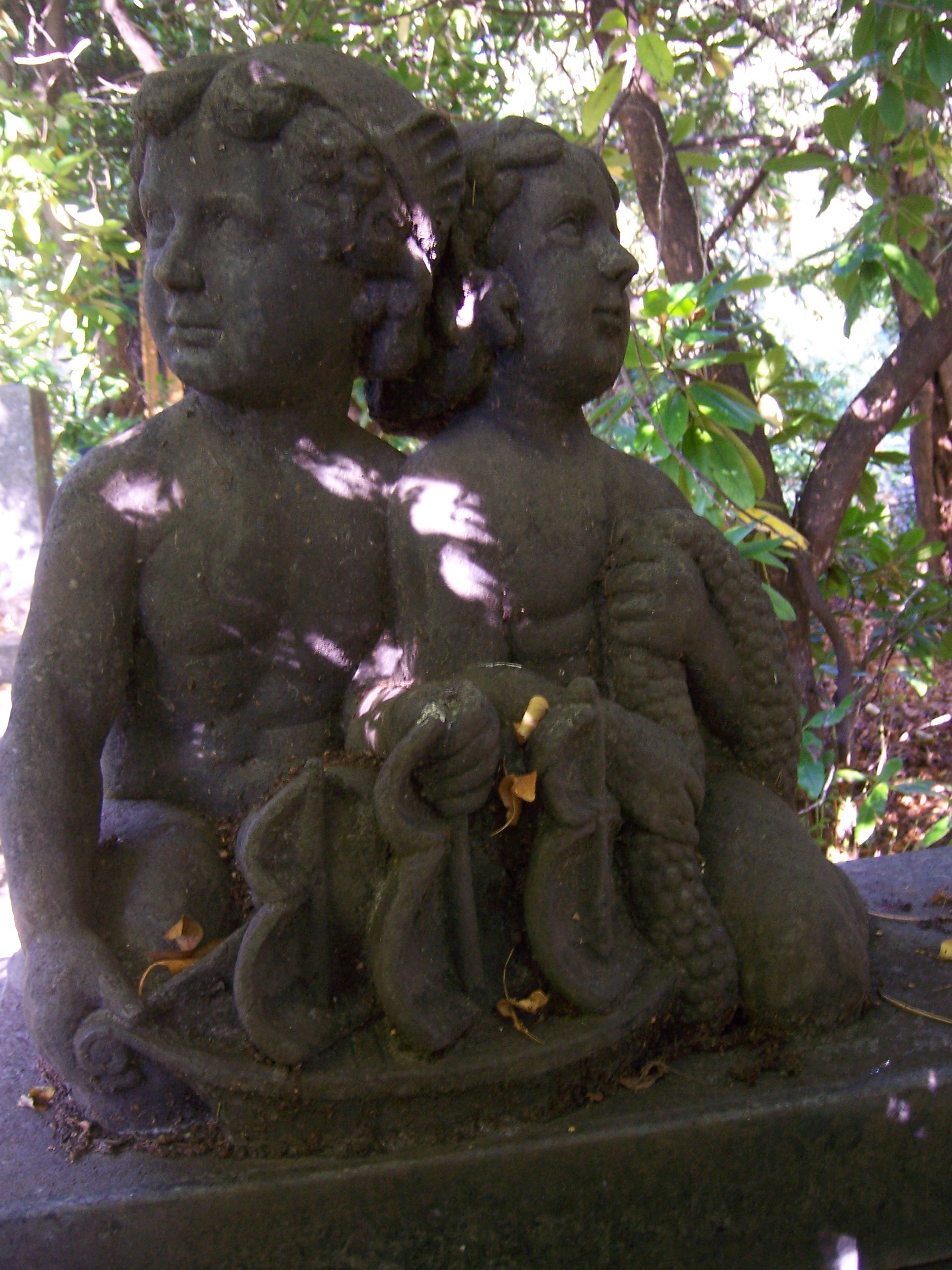
Putten am Grabmal Richard Poetzsch (rechts)
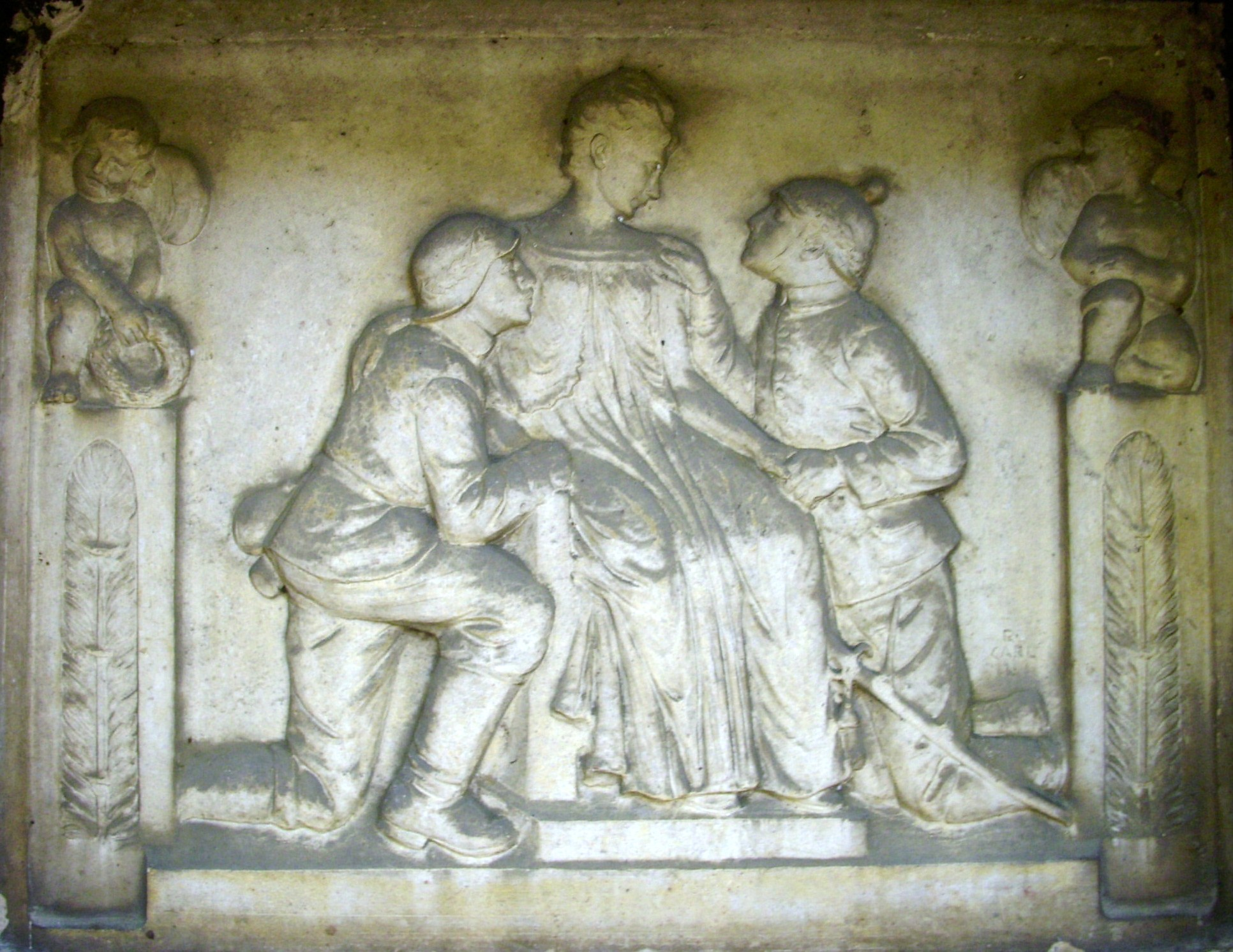
Marmorrelief am Grabmal Thomas
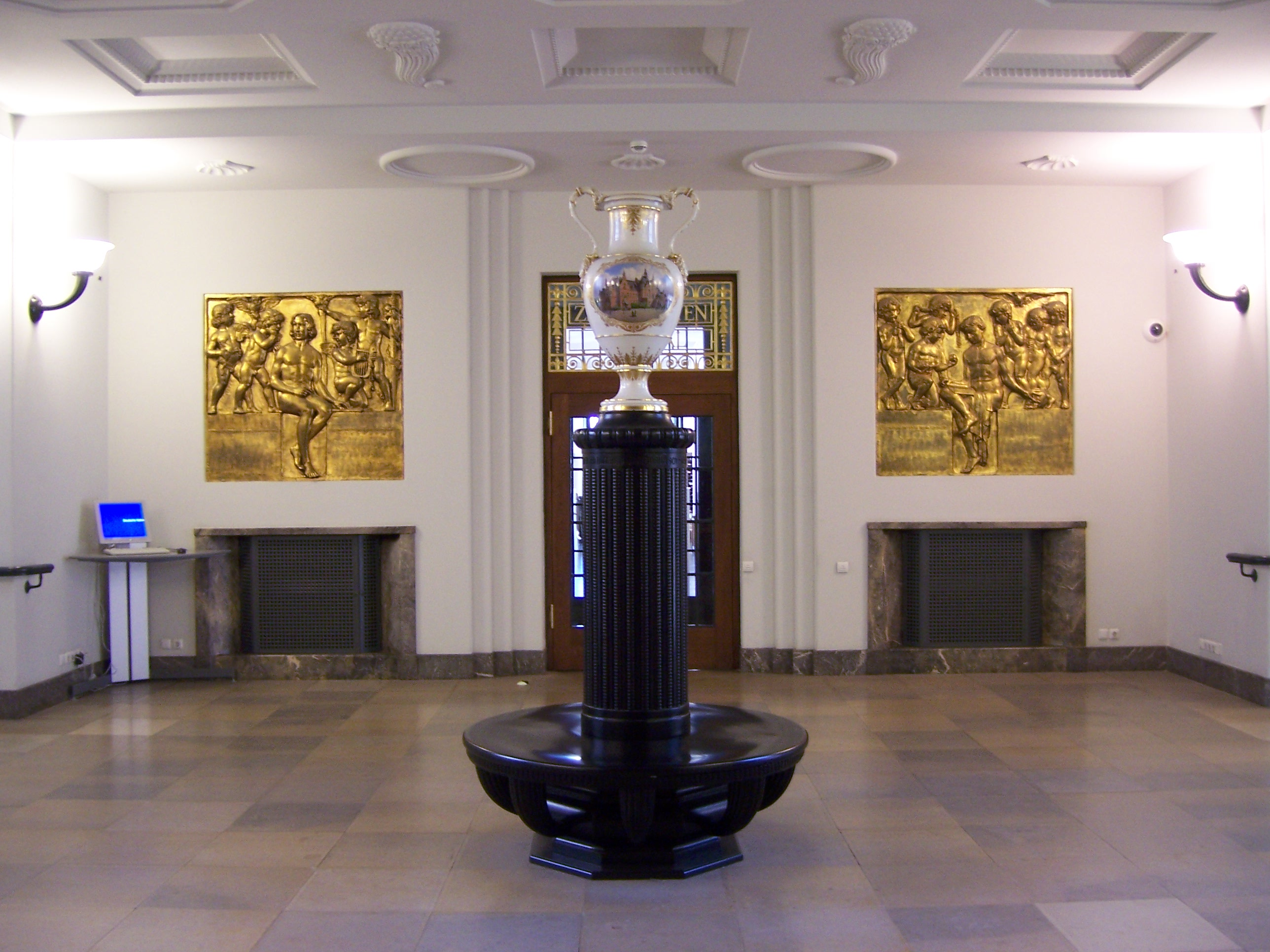
Eisengussreliefs im Treppenhaus der Deutschen Bücherei
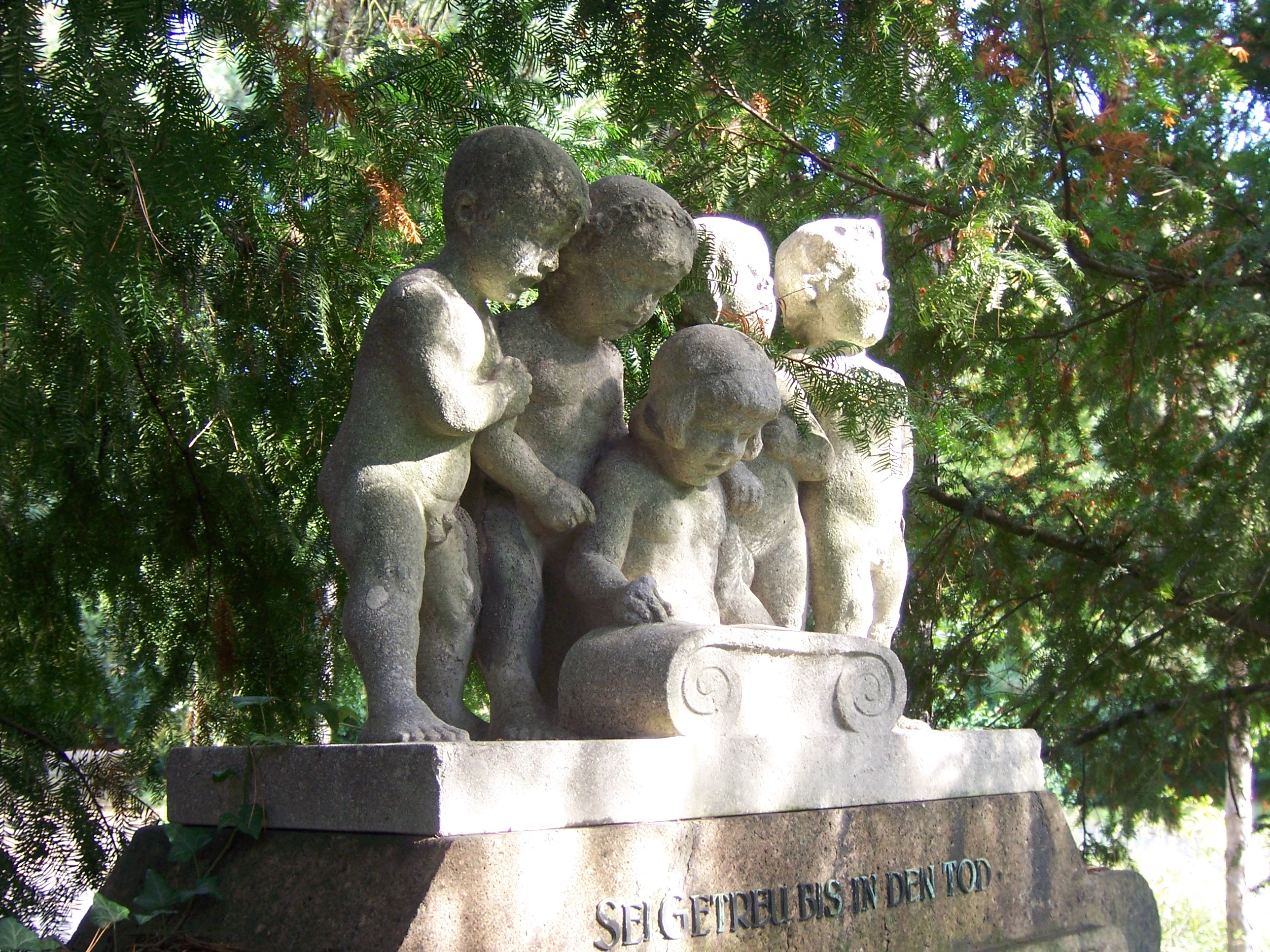
Putten, Detail am Grabmal Veith
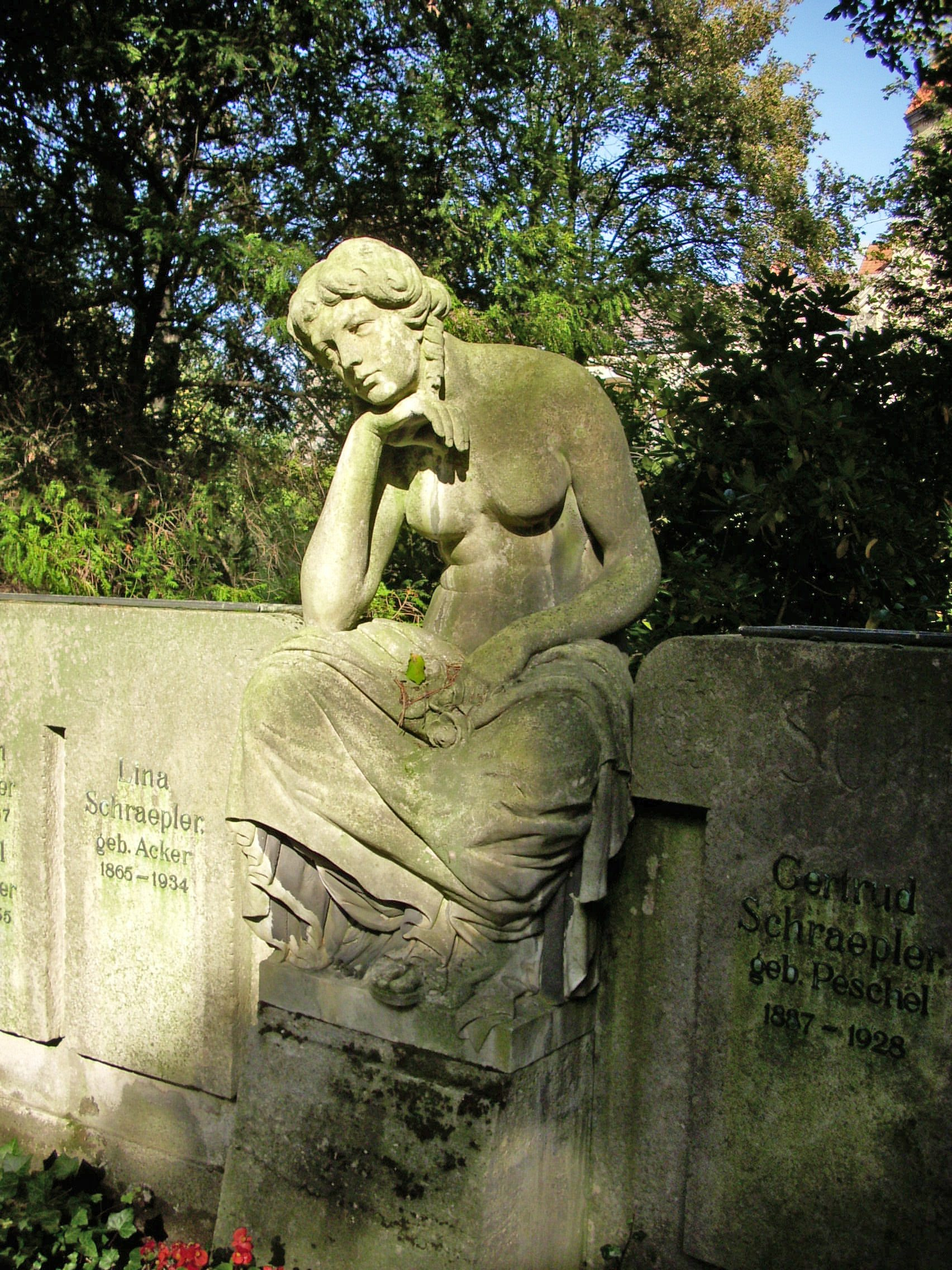
Marmorfigur am Grabmal Schaepler
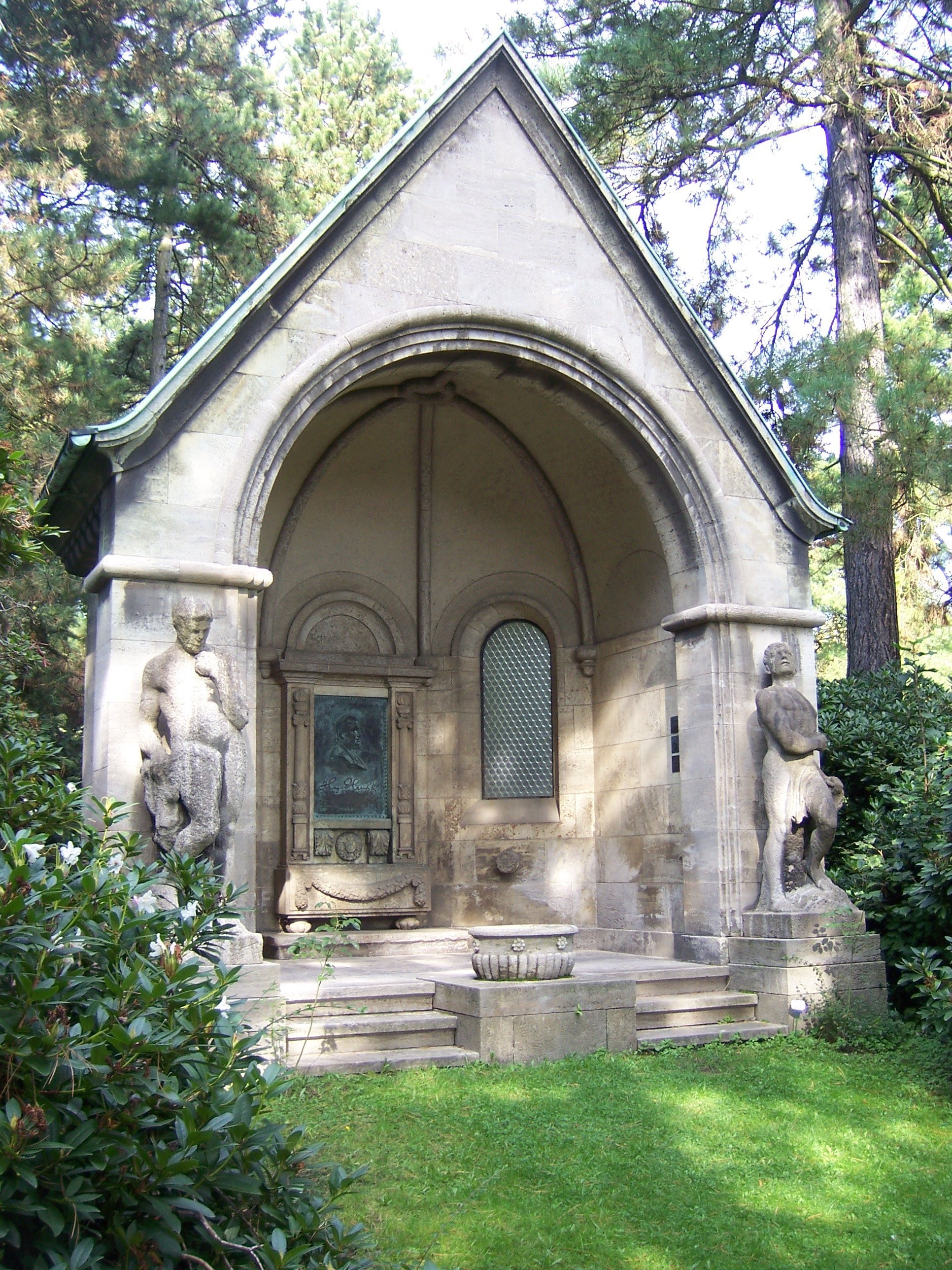
Figurenschmuck der Grabstätte Hugo Haschke
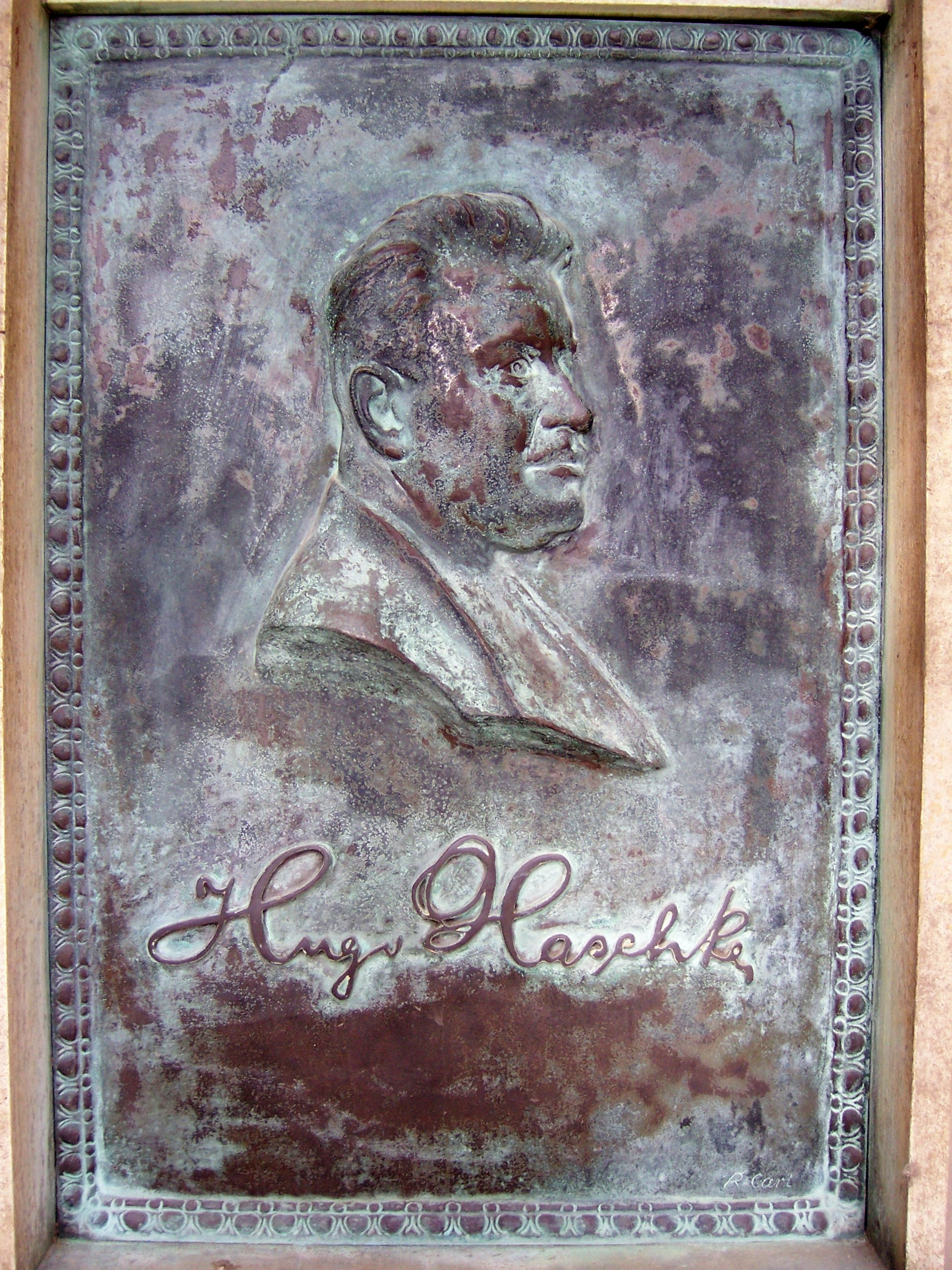
Porträtrelief Hugo Haschke
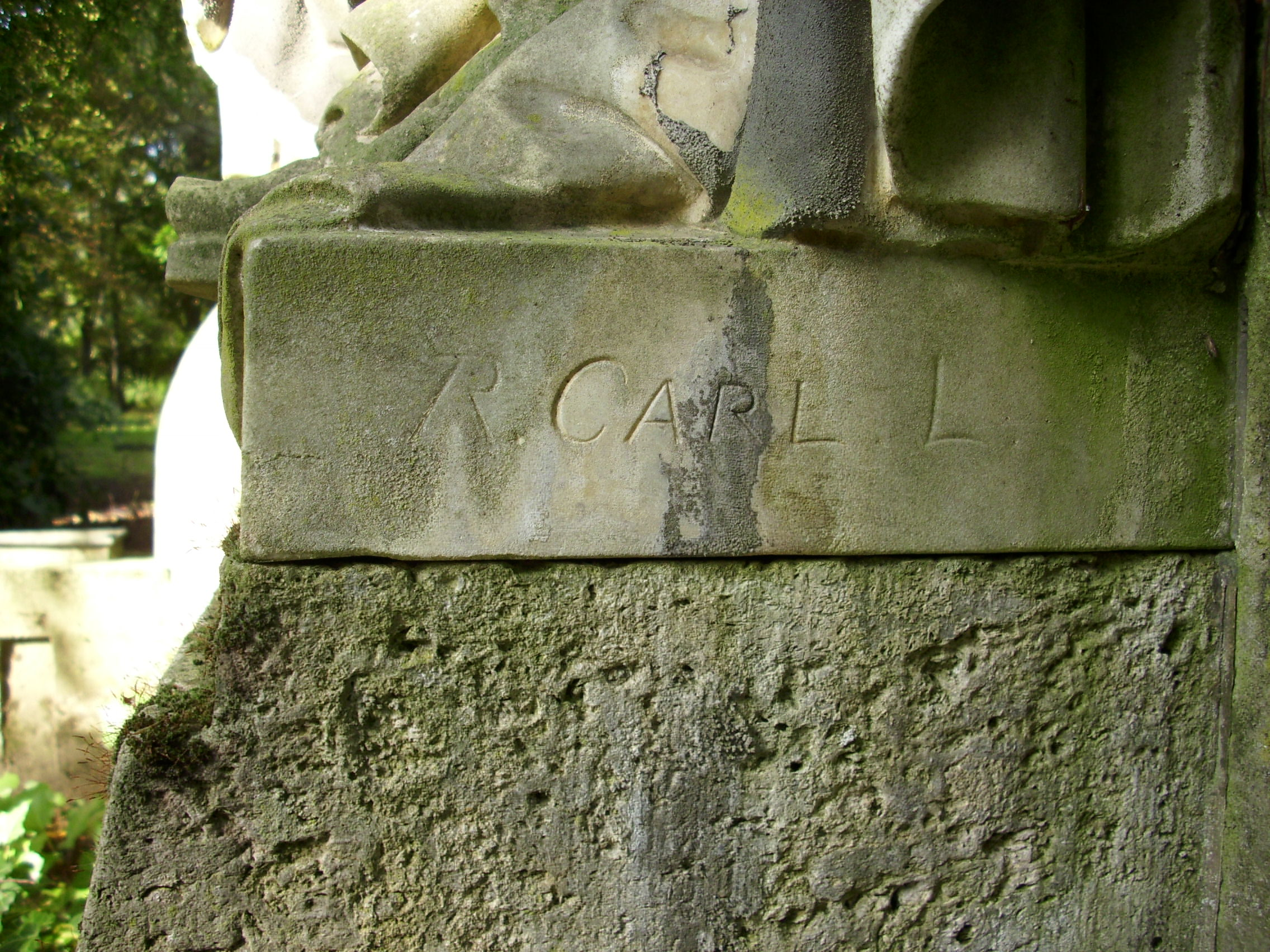
Signatur am Grabmal Schraepler

- 1908: Wettinbrunnen in Lucka, Kalkstein
- 1910: Sabinerin (Mädchen mit Schmuck) im Museum der bildenden Künste Leipzig, Bronze mit Stahlapplikationen
- 1910: Büste Oswald Marbach, Marmor
- 1910: Reue, Gips
- 1910: Mädchen mit Apfel, Bronzeplastik
- 1910: Verwundeter Läufer, Bronzeplastik
- 1910: Nach dem Bade, Bronzeplastik
- 1910: Weinselig, Bronzeplastik
- 1910: Grabmal Wagner auf dem Südfriedhof Leipzig (Wandstelle; zerstört)
- 1911: Die Beichte, Marmorrelief im Museum der bildenden Künste Leipzig
- 1912: Weiblicher Akt, Bronzeplastik
- 1912: Bronzeplakette zum 400jährigen Bestehen der Nicolaischule
- 1912: Grabmal Kiessig-Leistner auf Südfriedhof Leipzig
- 1913: Grabstätte und Figurengruppe Richard Poetzsch auf dem Südfriedhof Leipzig, norwegischer blauer Larvikit und Marmor
- 1915: Porträtrelief Oskar Dähnhardt, Eisenguss-Plakette
- 1916: Relief am Grabmal Thomasauf dem Südfriedhof Leipzig, Marmor
- 1916: Eisengussreliefs Inspiration des Dichters und Inspiration des Gelehrten im Treppenhaus Deutsche Bücherei in Leipzig
- 1918: Grabmal Veith am Südfriedhof Leipzig
- 1918: Grabmal Schraepler am Südfriedhof Leipzig
- 1919: Bauplastischer Schmuck und Bronzerelief der Grabstätte Hugo Haschke auf dem Südfriedhof Leipzig, Muschelkalkstein

sowie undatiert:
- Kriegerdenkmal 1914–18 in Leipzig-Wiederitzsch
- Zwei Ringer, Bronzeplastik
- Junger Kentaur mit erlegtem Schafbock, Bronzeplastik
- Reliefporträt Otto von Bismarck, Bronzeplakette, versilbert
- Büste Herzog Ernst II. von Sachsen-Altenburg